# Demet Özdemir

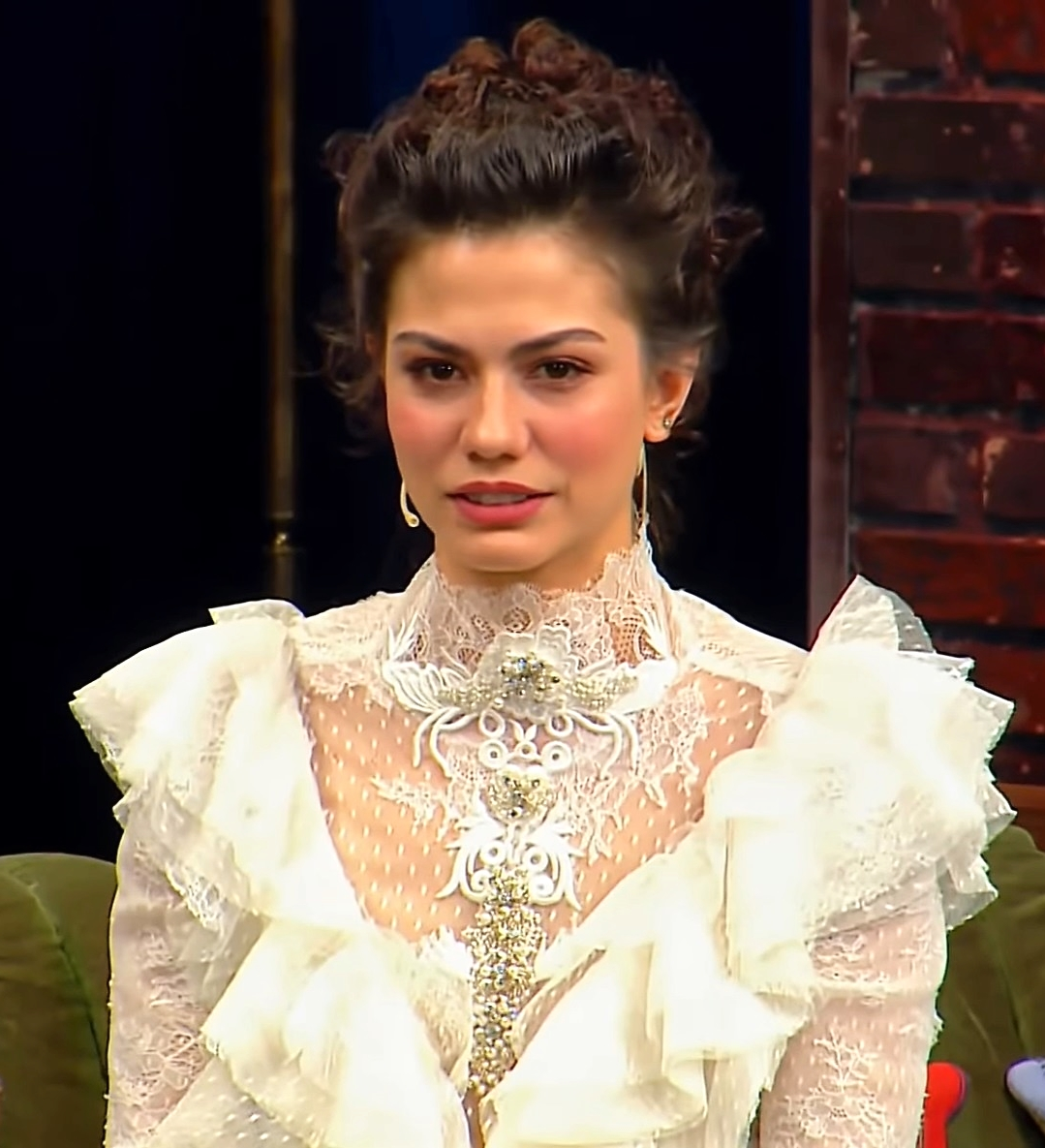
Demet Özdemir

Demet Özdemir (anhörenⓘ; * 26. Februar 1992 in Izmit) ist eine türkische Schauspielerin, Model und Tänzerin.

## Biografie

### Früheres Leben
Özdemir wurde am 26. Februar 1992 in Izmit geboren. Nach der Scheidung ihrer Eltern zog sie im Alter von sieben Jahren mit ihrer Mutter und ihren Geschwistern nach Istanbul. Ihre Großmutter war ein Mitglied der türkischen Minderheit in Bulgarien. Sie ist aus Bulgarien in die Türkei eingewandert. Später wanderten ihre Großmutter und ihr Bruder nach Deutschland ein.
Sie war im Jahr 2009 als Tänzerin in dem Musikvideo des Songs Ateş Et Ve Unut von Mustafa Sandal im Hintergrund zu sehen.

### Schauspielkarriere
Ihr Debüt gab Özdemir 2013 in der Fernsehserie Sana Bir Sır Vereceğim. Danach bekam sie eine Rolle in Kurt Seyit ve Şura. Ihre erste Filmrolle hatte sie 2015 in Tut Sözünü. Unter anderem trat Özdemir in der Serie Çilek Kokusu auf. Özdemir erschien auch in Bengüs Musikvideo „Hodri Meydan“. Ihre erste Hauptrolle bekam Özdemir 2016 in No 309. Die Serie endete am 25. Oktober 2017 nach 65 Folgen. Die Serie wurde außerdem in Venezuela, Paraguay, Chile, Bolivien, Spanien, Rumänien und in Ungarn ausgestrahlt. Ihr nächster Film war die Komödie Sen Kiminle Dans Ediyorsun.
Ihre nächste Hauptrolle bekam sie 2018 in Erkenci Kuş. Dort bekam sie 2019 die Auszeichnung Murex d’Or als Beste Schauspielerin. Zwischen 2019 und 2021 spielte Özdemir in Doğduğun Ev Kaderindir in der Hauptrolle. 2022 trat sie in dem Netflixfilm Aşk Taktikleri and Aşk Taktikleri 2 auf.

## Filmografie
Filme
- 2015: Tut Sözünü
- 2017: Sen Kiminle Dans Ediyorsun
- 2022: Taktiken der Liebe
- 2023: Taktiken der Liebe 2

Serien
- 2013: Sana Bir Sır Vereceğim
- 2014: Kurt Seyit ve Şura
- 2015: Çilek Kokusu
- 2016–2017: No 309
- 2018–2019: Erkenci Kuş
- 2019–2021: Doğduğun Ev Kaderindir
- 2022: Between the World and Us
- 2023: Adim Farah
- 2025: Esref Rüya

## Werbespots
- 2012: Pegasus Airlines
- 2015: Fresh Company Markasının Reklam Yüzü
- 2017: Garnier
- 2019: Pantene